# Aborygenowie
Aborygenowie (łac. Aborigines) – w mitologii rzymskiej jeden z ludów, który miał zamieszkiwać środkową Italię przed przybyciem Eneasza i Trojan. Najszerzej znany, ale nie jedyny i nie najstarszy przekaz o Aborygenach pochodzi z Eneidy.
Spośród Latynów, ludu stanowiącego połączenie Aborygenów i Trojan Eneasza pochodzili Rzymianie. Mity o pochodzeniu Rzymian są złożone, obejmują wiele pokoleń między Eneaszem i początkami Rzymu, w tym postacie jego syna Askaniusza i Romulusa. Starsze wersje mitu (znane jeszcze Salustiuszowi) mówi jednak, że to już Eneasz wraz z Aborygenami założył Rzym; inne wersje przypisują założenie miasta samym Aborygenom i Arkadyjczykom.

## Nazwa
Nazwa „Aborygenowie” po raz pierwszy została użyta przez greckiego tragika Likofrona i Katona Starszego. Etymologia słowa „Aborygenowie” jest niepewna i budzi spory. Kilka różnych teorii podał już Dionizjusz z Halikarnasu [I 10,13]. Dawniejsza etymologia ludowa wywodziła nazwę Aborygenów od łacińskiego ab origines – „od początków”, w przekonaniu, że nazwa ta oznacza lud, który „od początku zamieszkuje Italię”, a więc „autochtonów”. Współcześnie jednak interpretuje się ją raczej jako nazwę oznaczającą mieszkańców gór, spokrewnioną z greckim słowem ὄρος, „góra”.

## Przekazy mitograficzne
Pochodzenie Aborygenów jest niejasne. Dionizjusz z Halikarnasu uważa, że stanowili oni plemię pochodzenia greckiego – historyk ten przypisywał zresztą greckie pochodzenie bardzo wielu ludom i instytucjom Italii, starając się udowodnić greckość Rzymian. Według jego przekazu [I 89,2], Rzym zakładany był dwukrotnie – pierwszy raz przez Aborygenów i Pelazgów. Pelazgowie są ludem niegreckim znanym z dziejów Grecji – Dionizjusz uznawał ich jednak za Greków. Drugi raz Rzym założyć mieli Arkadyjczycy pod wodzą Euandra – ziemię pod założenie miasta miał nadać im król Aborygenów Faunus, potomek boga Marsa.
Kiedy Eneasz przybył do Italii, nad Aborygenami (z głównym ośrodkiem w Laurentum) panował Latynus, syn Faunusa i wnuk Pikusa. Według Katona Starszego (opinia ta zachowała się jako cytat w komentarzu Serwiusza do Eneidy) nazwę „Latynowie” (wywodzą się od imienia Latynusa) mieli przyjąć Aborygenowie dopiero po przybyciu Eneasza do Italii. Sam Latynus jest poświadczony bardzo wcześnie w mitologii greckiej, występuje już w Teogonii [1011 i nn.]. W dawniejszych przekazach jest on raczej młodym i energicznym władcą – dopiero Wergiliusz w celach propagandowych i literackich uczynił z niego bezsilnego starca i symbol przymierza dwóch narodów. Fragmenty Teogonii mówiące o Latynusie łączą Lacjum z Etrurią, co pozwala wysuwać przypuszczenia o etruskim panowaniu nad Lacjum w jej czasach. W czasach Latynusa jego lud znajdować się miał w konflikcie z Etruskami i innym ludem zamieszkującym tereny Lacjum, Rutulami.